# 富士山マガジンサービス
株式会社富士山マガジンサービス（ふじさんマガジンサービス、英: Fujisan Magazine Service Co. Ltd.,）は、東京都渋谷区に本社を置き、雑誌のオンライン書店「Fujisan.co.jp」を運営している日本の企業。雑誌・定期購読に特化している。

## 概要
設立当初は紙媒体の雑誌定期購読のみの販売であったが徐々にサービスを拡張し、新刊・バックナンバーの一部売りやデジタル雑誌（電子書籍）販売など、インターネット上での雑誌販売を行っている。

## 沿革
- 2002年（平成14年）
  - 7月 - ネットエイジ（現・ユナイテッド）のインキュベーション事業として、東京都渋谷区に設立。
  - 12月18日 - Fujisan.co.jpを開設。
  - 12月 - トランスコスモス、大阪屋（現・楽天ブックスネットワーク）などを対象とした第三者割当増資を実施。
- 2003年（平成15年）12月 - 大阪屋と業務提携。
- 2006年（平成18年）12月 - 開発子会社、Fujisan Magazine Service USA, INC.を設立。
- 2007年（平成19年）2月23日 - デジタル雑誌ストア「富士山デジタル」正式オープン。
- 2008年（平成20年）
  - 2月23日 - 3月4日を「雑誌の日」と制定[3]し、日本記念日協会にて認定。
  - 4月 - 法人向け定期購読サービス「富士山法人プレミアムサービス」を開始。携帯向け定期購読雑誌サイト「Fujisanモバイル」をリリース。
- 2009年（平成21年）
  - 8月 - 携帯メディアサイト「MagMe.jp」をリリースし、メディア事業を開始。
  - 10月 - 出版社の直販業務において、受注から配送までを一括して請け負う「Fujisan Value Chain Support」サービス（丸請サービス）を開始。
- 2010年（平成22年）
  - 2月 - 中国語雑誌3,173誌を一斉に取扱開始。
  - 5月 - 米国直輸入雑誌850誌を一斉に取扱開始。
  - 7月 - iPhone/iPad対応版「Fujisan Reader」リリース
  - 8月 - カルチュア・コンビニエンス・クラブなどを対象とした第三者割当増資を実施し、同社と業務資本提携。
- 2012年（平成24年）11月 - Android版「Fujisan Reader」リリース。
- 2015年（平成27年）7月 - 東京証券取引所マザーズ上場。
- 2018年（平成30年）
  - 6月 - 株式会社電通と共同で、電子雑誌取次会社である株式会社magaport事業開始[4]。
  - 11月 - PR事業を営む103R株式会社を子会社化[5]。
  - 3月 - 株式会社しょうわから社会保険の加除式出版事業を営む株式会社しょうわ出版の全株式を取得し、子会社化[6]。
- 2019年（令和元年）10月 - 株式会社イードと合弁でECサイトの運営、及び出版社が運営するECサイトの運営支援を行う株式会社イデアを設立[7]
- 2020年（令和2年）6月 - 103R株式会社のPR事業を吸収の上、103R株式会社株式を譲渡、子会社から除外。
- 2025年（令和7年）6月 - 不正アクセスにより、保管するお客様個人情報の一部が外部に漏洩した可能性があるとのリリースを発表[8]。